# 关键词
在情报与文献学中，關鍵詞（keyword）特指出现在文献的标题、摘要、正文中，能表达文献主题内容、可作为检索入口的未经过规范化的自然语言词汇。
在图书馆学中，關鍵詞则特指单个媒体在制作使用索引时，所用到的词汇。關鍵词搜索是网络搜索索引主要方法之一。
例如：一本书的书名或部分书名、副标题、作者名都可以作为本书的关键词用于检索。现在大部分的图书及网上检索都是用關鍵词检索的形式。
相对于關鍵词，在检索中还有导出词的应用。